# Churchdown
Churchdown est un village du Gloucestershire, en Angleterre.